# Faye (cratère)
Pour les articles homonymes, voir Faye.
Faye est un cratère lunaire situé sur la partie extérieure nord-est du cratère Delaunay près du cratère Arzachel. Il fait partie d'une chaîne de cratères de taille croissante qui se poursuit au sud-ouest avec les cratères La Caille et se termine avec Purbach. 
Le bord du cratère Faye est fortement endommagé, en particulier le long de la moitié ouest et pratiquement inexistant au nord-ouest. Le plancher intérieur est relativement sans relief, avec un pic central s'élevant au milieu.
En 1935, l'Union astronomique internationale lui a attribué le nom de Faye en l'honneur de l'astronome français Hervé Faye (1814-1902).

## Cratères satellites
Par convention, les cratères satellites sont identifiés sur les cartes lunaires en plaçant la lettre sur le côté du point central du cratère qui est le plus proche de Faye.
| Faye | Latitude | Longitude | Diamètre |
| ---- | -------- | --------- | -------- |
| A    | 21.2° S  | 3.1° E    | 4 km     |
| B    | 22.6° S  | 4.5° E    | 4 km     |